# Atletica leggera ai Giochi della XXII Olimpiade - 1500 metri piani maschili

Video della Finale (commento originale della BBC. Al minuto 7:43 Coe parla)

I 1500 metri piani hanno fatto parte del programma maschile di atletica leggera ai Giochi della XXII Olimpiade. La competizione si è svolta nei giorni 30 luglio-1º agosto 1980 allo Stadio Lenin di Mosca.

## Presenze ed assenze dei campioni in carica
| Competizione      | Atleta          | Prestazione | Mosca 1980 |
| ----------------- | --------------- | ----------- | ---------- |
| Africani 1978     | Filbert Bayi    | 3'36”21     | Presente   |
| Commonwealth 1978 | David Moorcroft | 3'35”48     | Presente   |
| Europei 1978      | Steve Ovett     | 3'35”59     | Presente   |

1. ↑  Sotto la bandiera della Gran Bretagna.
2. ↑  Sotto la bandiera della Gran Bretagna.

### Assenti a causa del boicottaggio
| Competizione            | Atleta             | Prestazione         |
| ----------------------- | ------------------ | ------------------- |
| Olimpiadi 1976          | John Walker        | 3'39"17             |
| Asiatici 1978           | Takashi Ishii      | 3'47”5              |
| Panamericani 1979       | Donald Paige       | 3'40”40             |
| Coppa del mondo 1979    | Thomas Wessinghage | 3'46”00             |
| Secondo tempo dell'anno | Thomas Wessinghage | 3'33"16 (15 luglio) |
| Terzo tempo dell'anno   | John Walker        | 3'33"31 (15 luglio) |
| Quarto tempo dell'anno  | Steve Lacy         | 3'33"99 (15 luglio) |

## La gara
Steven Ovett è imbattuto dal 1977: ha una serie di 45 vittorie consecutive sulla distanza 1500/Miglio, incluso il titolo europeo del 1978.

In finale il connazionale Coe cerca la rivincita, dopo la sconfitta nella sua gara preferita, gli 800, proprio ad opera di Ovett. Questa volta Coe non ripete l'errore e si presenta alla volata finale perfettamente in linea e vince da signore. A Ovett invece accade di rimanere invischiato e viene preceduto anche dal tedesco est Straub, finendo terzo.

## Risultati

### Turni eliminatori
| 4 Batterie   | 30 luglio | 41 partenti   | Si qualificano i primi 4 + i 2 migliori tempi. |
| 2 Semifinali | 31 luglio | 9 + 9         | Si qualificano i primi 4 + il miglior tempo.   |
| Finale       | 1º agosto | 9 concorrenti |                                                |

#### Batterie

##### Batteria 1
| Pos. | Atleta                     | Nazione          | Tempo  | Note |
| ---- | -------------------------- | ---------------- | ------ | ---- |
| 1    | José Marajo                | Francia          | 3'43”9 | Q    |
| 2    | Mehdi Aidet                | Algeria          | 3'43”9 | Q    |
| 3    | Dragan Zdravković          | Jugoslavia       | 3'44”0 | Q    |
| 4    | Steve Cram                 | Regno Unito      | 3'44”1 | Q    |
| 5    | Pavel Yakovlev             | Unione Sovietica | 3'44”2 |      |
| 6    | José Manuel Abascal        | Spagna           | 3'44”7 |      |
| 7    | Mopeli Molapo              | Lesotho          | 3'55”5 |      |
| 8    | Khaled Khalifa Al-Shammari | Kuwait           | 3'57”6 |      |
| 9    | Vicente Santos             | Mozambico        | 3'58”7 |      |
| —    | Filbert Bayi               | Tanzania         | NP     |      |

##### Batteria 2
| Pos. | Atleta               | Nazione          | Tempo  | Note |
| ---- | -------------------- | ---------------- | ------ | ---- |
| 1    | Andreas Busse        | Germania Est     | 3'44”3 | Q    |
| 2    | Vitalij Tyščenko     | Unione Sovietica | 3'44”4 | Q    |
| 3    | Jozef Plachý         | Cecoslovacchia   | 3'44”4 | Q    |
| 4    | Alex Gonzalez        | Francia          | 3'44”6 | Q    |
| 5    | Pierre Délèze        | Svizzera         | 3'44.8 |      |
| 6    | Haile Zeru           | Etiopia          | 3'45”7 |      |
| 7    | Abderrahmane Morceli | Algeria          | 3'46”0 |      |
| 8    | Sant Kumar           | India            | 3'55”6 |      |
| 9    | Ishmael Mhaladi      | Botswana         | 3'59”1 |      |
| 10   | George Branche       | Sierra Leone     | 4'03”9 |      |
| 11   | Damien Degboe        | Benin            | 4'15”3 |      |

##### Batteria 3
| Pos. | Atleta               | Nazione     | Tempo  | Note |
| ---- | -------------------- | ----------- | ------ | ---- |
| 1    | Vittorio Fontanella  | Italia      | 3'40”1 | Q    |
| 2    | Sebastian Coe        | Regno Unito | 3'40”1 | Q    |
| 3    | Antti Loikkanen      | Finlandia   | 3'40”5 | Q    |
| 4    | José Luis González   | Spagna      | 3'40”9 | Q    |
| 5    | João Campos          | Portogallo  | 3'41”3 | q    |
| 6    | Ray Flynn            | Irlanda     | 3'42”0 |      |
| 7    | Nigusse Bekele       | Etiopia     | 3'45”8 |      |
| 8    | Archfell Musango     | Zambia      | 3'53”7 |      |
| 9    | Tisbite Rakotoarisoa | Madagascar  | 3'55”9 |      |
| 10   | Lê Quang Khải        | Vietnam     | 4'06”8 |      |

##### Batteria 4
| Pos. | Atleta              | Nazione          | Tempo  | Note |
| ---- | ------------------- | ---------------- | ------ | ---- |
| 1    | Steve Ovett         | Regno Unito      | 3'36”8 | Q    |
| 2    | Jürgen Straub       | Germania Est     | 3'37”0 | Q    |
| 3    | Robert Nemeth       | Austria          | 3'38”3 | Q    |
| 4    | Vladimir Malozemlin | Unione Sovietica | 3'38”7 | Q    |
| 5    | Mirosław Żerkowski  | Polonia          | 3'39”2 | q    |
| 6    | Kassa Balcha        | Etiopia          | 3'43”1 |      |
| 7    | Jón Didriksson      | Islanda          | 3'44”4 |      |
| 8    | Derradji Harek      | Algeria          | 3'45”3 |      |
| 9    | Marzouk Mabrouk     | Libia            | 3'54”3 |      |
| 10   | Mohamed Makhlouf    | Siria            | 4'00”4 |      |

#### Semifinali

##### Semifinale 1
| Pos. | Atleta              | Nazione          | Tempo  | Note |
| ---- | ------------------- | ---------------- | ------ | ---- |
| 1    | Steve Ovett         | Regno Unito      | 3'43”1 | Q    |
| 2    | Dragan Zdravković   | Jugoslavia       | 3'43”4 | Q    |
| 3    | Andreas Busse       | Germania Est     | 3'43”5 | Q    |
| 4    | Steve Cram          | Regno Unito      | 3'43”6 | Q    |
| 5    | Vladimir Malozemlin | Unione Sovietica | 3'43”6 |      |
| 6    | Antti Loikkanen     | Finlandia        | 3'44”0 |      |
| 7    | João Campos         | Portogallo       | 3'44”4 |      |
| 8    | Alex Gonzalez       | Francia          | 3'44”7 |      |
| 9    | Mehdi Aidet         | Algeria          | 3'44”9 |      |

##### Semifinale 2
| Pos. | Atleta              | Nazione          | Tempo  | Note |
| ---- | ------------------- | ---------------- | ------ | ---- |
| 1    | Sebastian Coe       | Regno Unito      | 3'39”4 | Q    |
| 2    | Jürgen Straub       | Germania Est     | 3'39”4 | Q    |
| 3    | José Marajo         | Francia          | 3'39”6 | Q    |
| 4    | Vittorio Fontanella | Italia           | 3'40”1 | Q    |
| 5    | Jozef Plachý        | Cecoslovacchia   | 3'40”4 | q    |
| 6    | Robert Nemeth       | Austria          | 3'40”8 |      |
| 7    | Vitalij Tyščenko    | Unione Sovietica | 3'41”5 |      |
| 8    | José Luis González  | Spagna           | 3'42”6 |      |
| 9    | Mirosław Żerkowski  | Polonia          | 3'48”2 |      |

### Finale
| Record mondiale | 3'32"03A | Sebastian Coe  | Gran Bretagna |                         | 1979 |
| Record olimpico | 3'34"9   | Kipchoge Keino | Kenya         | Città del Messico (Mex) | 1968 |

| Posizione | Nome                | Paese          | Tempo  |
| --------- | ------------------- | -------------- | ------ |
| Oro       | Sebastian Coe       | Gran Bretagna  | 3'38"4 |
| Argento   | Jürgen Straub       | Germania Est   | 3'38"8 |
| Bronzo    | Steve Ovett         | Gran Bretagna  | 3'39"0 |
| 4         | Andreas Busse       | Germania Est   | 3'40"2 |
| 5         | Vittorio Fontanella | Italia         | 3'40"4 |
| 6         | Jozef Plachý        | Cecoslovacchia | 3'40"7 |
| 7         | José Marajo         | Francia        | 3'41"5 |
| 8         | Steve Cram          | Gran Bretagna  | 3'41"0 |
| 9         | Dragan Zdravković   | Jugoslavia     | 3'43"1 |